# Abul Kasim
Abul Kasim è una montagna nell'Etiopia sud-orientale.

## Descrizione
Situata nella zona di Arsi nella regione di Oromia, questa montagna ha un'altitudine di 2.573 metri sul livello del mare. È il punto più alto del woreda di Seru.
Sebbene questa montagna abbia una grande importanza per la tradizione culturale e religiosa degli Oromo, in quanto dimora dell'Abba Muda, è anche importante come luogo della tomba di un discendente del santo musulmano Sheikh Hussein, ed in quanto tale è oggetto di un pellegrinaggio annuale.